# Parasemidalis fuscipennis
Parasemidalis fuscipennis är en insektsart som först beskrevs av Reuter 1894.  Parasemidalis fuscipennis ingår i släktet Parasemidalis och familjen vaxsländor. Arten är reproducerande i Sverige. Inga underarter finns listade i Catalogue of Life.